# Международная неделя консерваторий

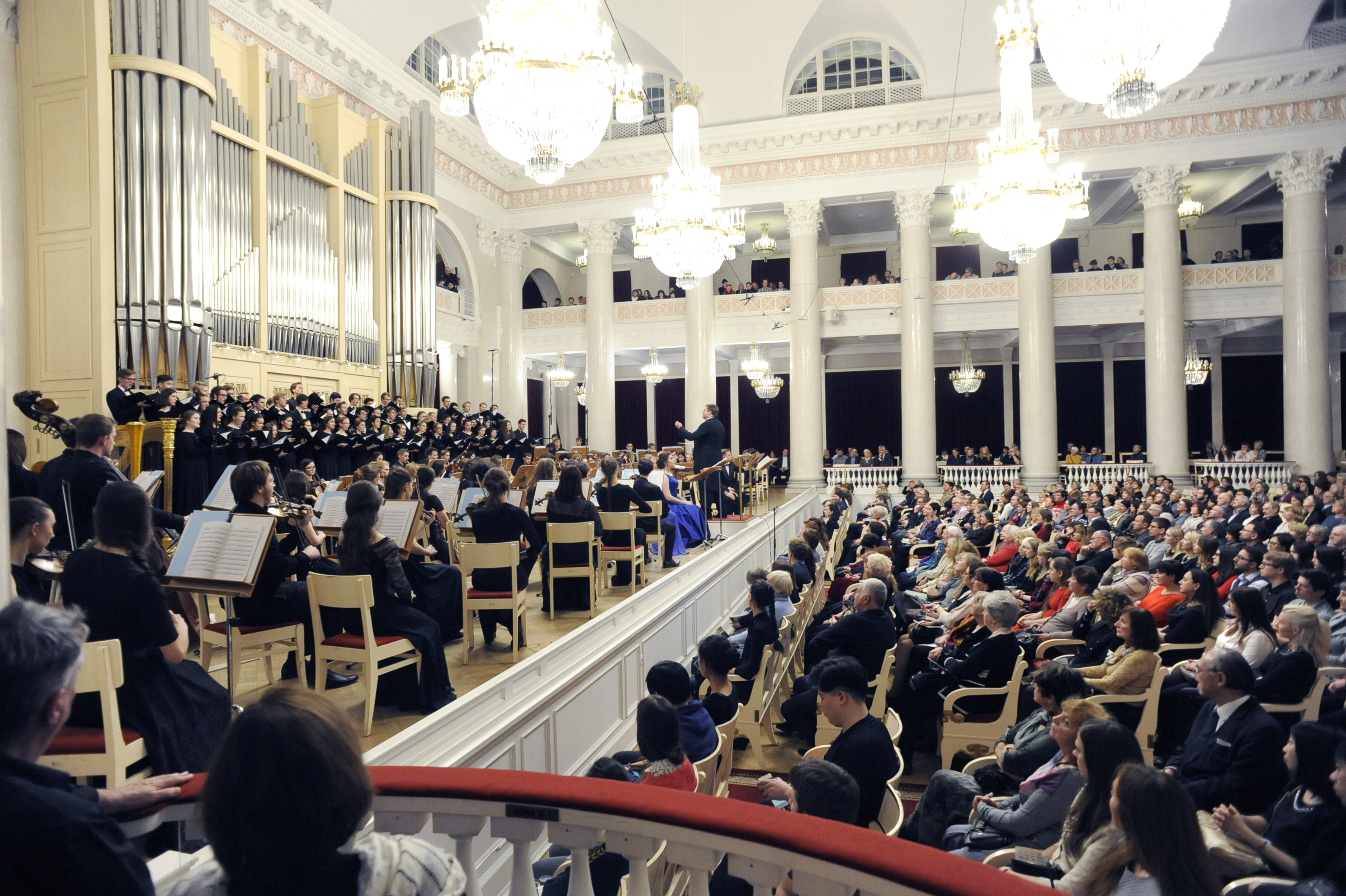
Открытие XVII фестиваля «Международная неделя консерваторий»

Международная неделя консерваторий — ежегодный музыкальный фестиваль, основанный в 2001 году Санкт-Петербургской государственной консерваторией имени Н. А. Римского-Корсакова. Автор идеи и директор проекта — заслуженный работник культуры России, начальник концертного отдела Консерватории, профессор Лидия Волчек. Традиционно проводится в конце октября – начале ноября в Санкт-Петербурге.

## История

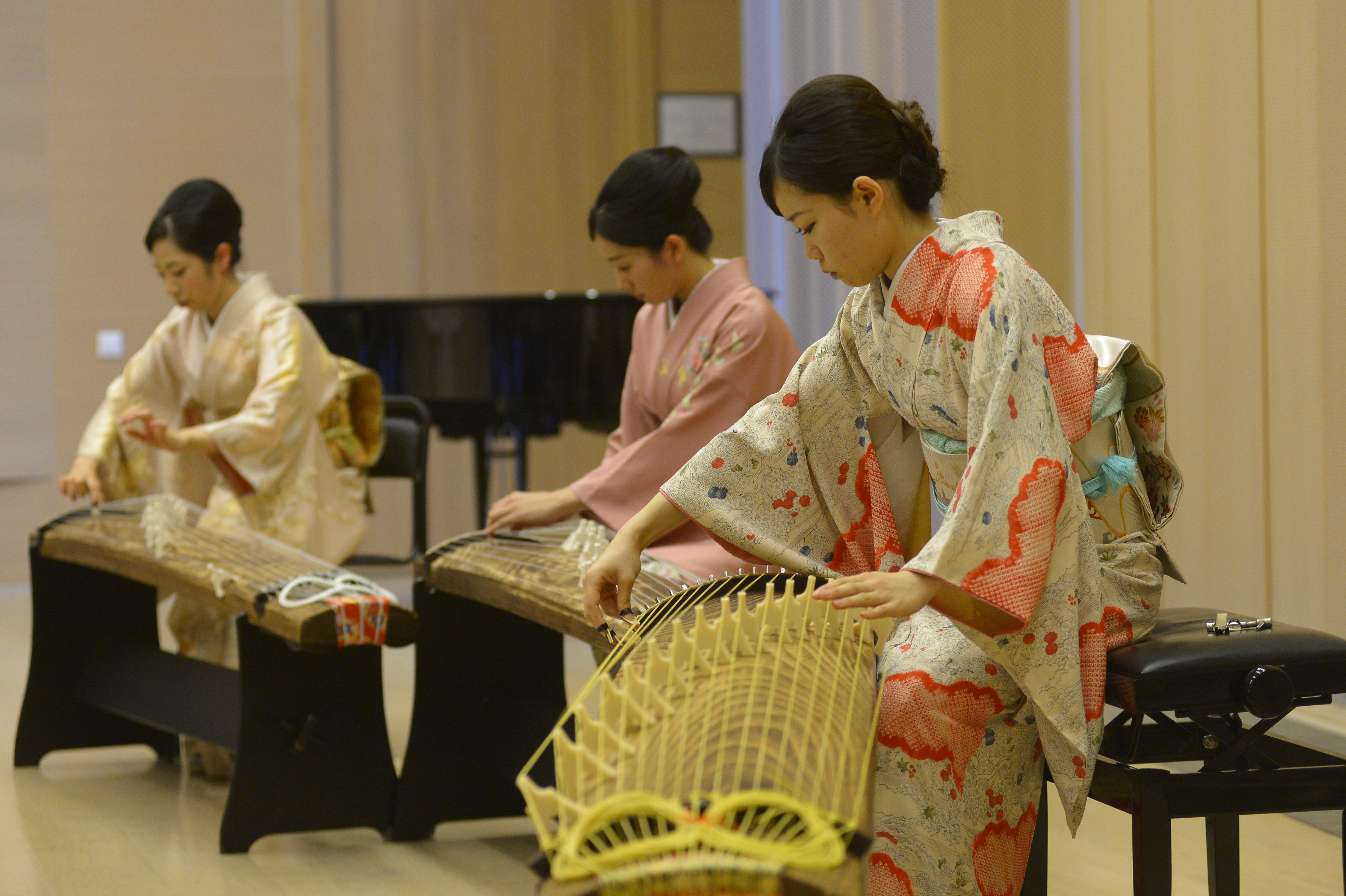
Ансамбль традиционной музыки Университета искусств Токио. 2017 год

В мае 2001 года в Санкт-Петербургской консерватории завершилась реставрация Малого зала имени А. К. Глазунова. К церемонии открытия концертного зала был приурочен I фестиваль «Международная неделя консерваторий». Название Фестиваля отражает идею проекта: представители высших школ музыки разных стран принимают участие в концертных и образовательных программах на протяжении недели.
За свою историю Фестиваль более трёхсот пятидесяти раз представил 173 высших школ музыки пяти континентов. Среди них: Высшая школа музыки Кельна (Германия), Университет искусств Folkwang (Эссен, Германия), Университет музыки и искусств (Вена, Австрия), Королевская академия музыки (Лондон, Великобритания), Высшая национальная консерватория Парижа (Франция), Национальная Академия Санта Чечилия (Рим, Италия), Консерватория им. Дж. Верди (Милан, Италия), Королевская консерватория Мадрида (Испания), Академия музыки им. Ференца Листа (Будапешт, Венгрия), Академия музыки им. Ф. Шопена (Варшава, Польша), Академия музыки им. К. Шимановского (Катовице, Польша), Джульярдская школа музыки (Нью-Йорк, США), Музыкальный институт Кертиса (Филадельфия, США), Консерватория Пибоди Университета Джонса Хопкинса (Балтимор, США), Академия музыки им. Я. Сибелиуса (Хельсинки, Финляндия), Академия музыки и танца Иерусалима (Израиль), Университет искусств Токио (Япония) и многие другие.
Помимо зарубежных учебных заведений, в Фестивале принимают участие отечественные школы музыки Санкт-Петербурга, Москвы, Новосибирска, Петрозаводска, Саратова, Казани, Нижнего Новгорода и других городов России.

## Программа фестиваля

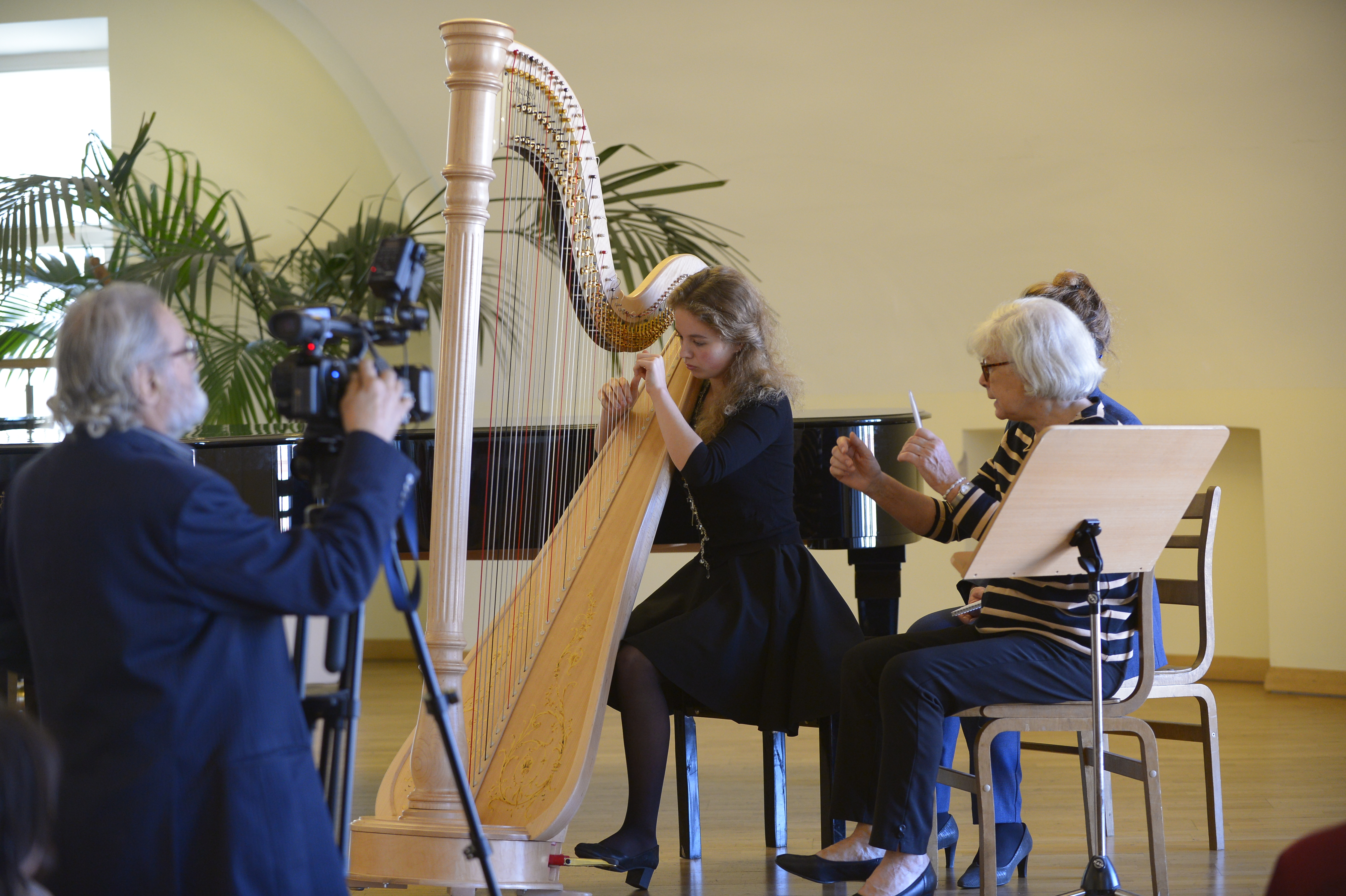
Открытый мастер-класс. Катрин Мишель (Франция). 2018 год

В первые годы проведения проекта сложились основные жанровые и стилистические направления концертов. Ежегодно фестивальная афиша представляет программы симфонической, хоровой, камерной, органной, фольклорной музыки, театральные и литературно-музыкальные представления, а также джазовые вечера. Помимо концертных событий, в рамках «Международной недели» проводятся образовательные мероприятия. Научно-практический раздел включает в себя международные конференции, художественные и документальные выставки, образовательные семинары, различные конкурсы и творческие встречи, открытые лекции, мастерские и деловые площадки, презентации музыкальных инструментов и книжных изданий. Наиболее масштабную часть составляют мастер-классы: за двадцать пять лет было проведено около двухсот пятидесяти открытых занятий профессоров разных стран с петербургскими студентами.

## Участники
За годы существования проекта были представлены 40 оркестровых и 26 хоровых коллективов, более 160 разных по составу ансамблей, более тысячи солистов, дирижёров и композиторов. На Фестивале выступали известные инструменталисты и вокалисты из разных стран: Дмитрий Башкиров и Александр Бондурянский (фортепиано), Ирина Богачева и Ольга Бородина (меццо-сопрано),  Игорь Бутман (саксофон), Максим Венгеров (скрипка), Давид Герингас (виолончель), Давид Голощекин (джазовый мультиинструменталист), Вадим Глузман (скрипка), Наталия Гутман  и Александр Князев (виолончель), Ларс Даниэльссон (контрабас), Вероника Джиоева (сопрано), Алан Крепен (саксофон), Мирослав Култышев и Илья Папоян (фортепиано), Виталий Маргулис (фортепиано), Юлиан Милкис (кларнет), Катрин Мишель (арфа), Лешек Можджер (джазовое фортепиано), Елена Образцова (меццо-сопрано), Текора Роджерс (джазовый вокал), Петр Термен(терменвокс), Зохар Фреско (ударные) и другие. За дирижёрским пультом стояли выдающиеся музыканты разных поколений: Кшиштоф Пендерецкий, Саулюс Сондецкис, Борис Тевлин, Марис Янсонс, Владимир Федосеев, Юрий Симонов, Валерий Гергиев и другие.

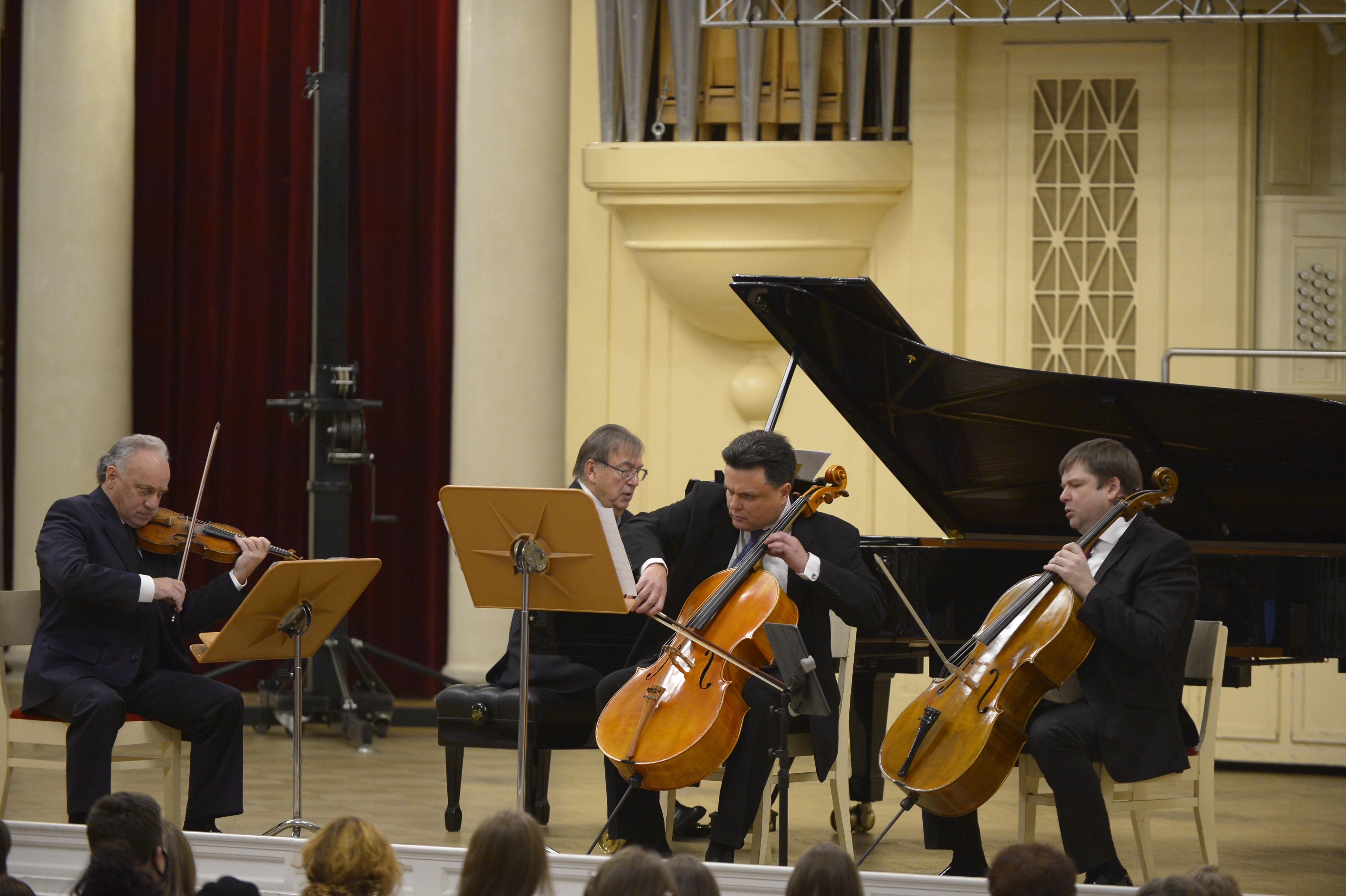
Мировая премьера «Каприччио четырёх» Александра Чайковского. Михаил Гантварг, Алексей Васильев, Дмитрий Еремин, Александр Чайковский. 2020 год

Проект пользуется поддержкой руководителей Консерватории, которые принимают участие в программах «Международной недели» в качестве дирижёров и солистов. За годы работы проекта Консерваторию возглавляли:
- Народный артист СССР Владислав Чернушенко (1979–2002)
- Народный артист России Сергей Ролдугин (2003–2004)
- Народный артист России Александр Чайковский (2005–2007)
- Народный артист России Сергей Стадлер (2008–2010)
- Народный артист России Михаил Гантварг (2011–2015)
- Заслуженный артист России Алексей Васильев (с 2015 года по настоящее время)

## Традиции

### Премьеры

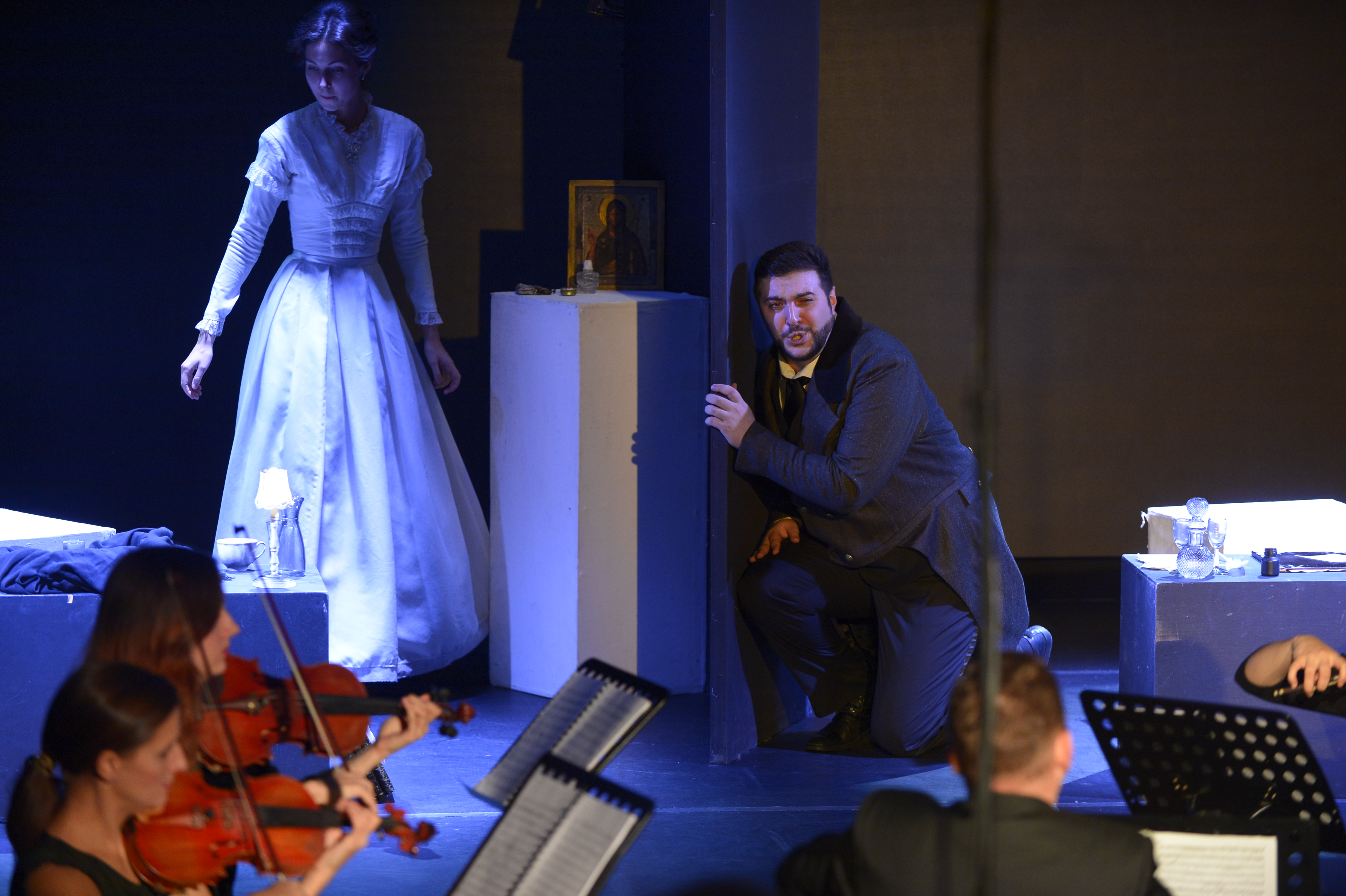
Петербургская премьера оперы Глеба Седельникова «Бедные люди». 2020 год

Одним из основных направлений «Международной недели консерваторий» является просветительская деятельность. В рамках проекта прозвучало около трехсот премьер, среди которых 57 мировых, 116 российских и 68 петербургских. Жанровый диапазон представлен как крупными театрально-сценическими, симфоническими, хоровыми опусами, так и камерными ансамблями разных составов и сольными произведениями. Среди сочинений, написанных специально для Фестиваля, симфоническая увертюра «К свету» Брюса МакКомби (2001), симфоническая поэма «Восхождение и триумф» (2018) и «Симфонический распев» (2019) Сергея Слонимского, а также «Каприччио четырёх» (2020) Александра Чайковского.

### Почетные профессора Санкт-Петербургской консерватории
Традиция присвоения почетного звания существовала в Петербургской консерватории с 1878 года вплоть до революции 1917 года и была возрождена в 2000 году. С тех пор церемония вручения атрибутов звания — диплома и мантии Почетного профессора — стала неотъемлемой частью Фестиваля. В рамках «Международной недели» были награждены: Юрий Темирканов (2003), Родион Щедрин (2005), Саулюс Сондецкис (2006), Кшиштоф Пендерецкий (2007), Валерий Гергиев (2012), Елена Образцова (2014), Давид Герингас (2016), Владимир Федосеев (2018), Юрий Симонов (2019), Ольга Бородина и Максим Венгеров (2020), Давид Голощекин (2021), Николай Буров (2024). Звание Почетного профессора присуждается за выдающиеся заслуги в сфере музыкального искусства и подтверждает высокий статус награждаемого.

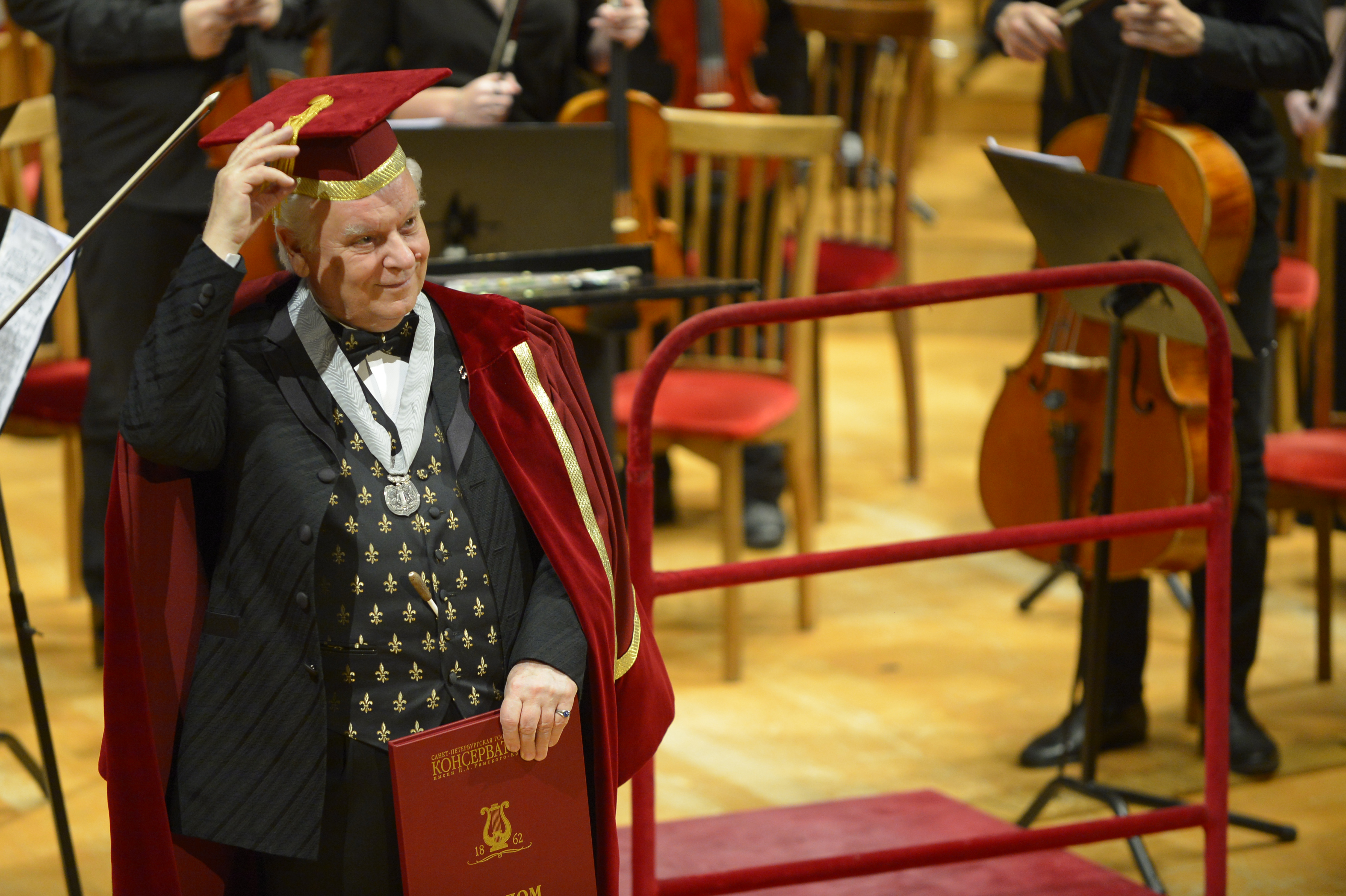
Награждение Почетного профессора Юрия Симонова. 2019 год

### Волонтеры
С первого Фестиваля сложилась традиция привлечения студентов-волонтеров, основной обязанностью которых является постоянное сопровождение музыкантов в качестве гидов и переводчиков. Это обеспечивает коммуникацию с участниками и позволяет координировать действия всех гостей Фестиваля. Международный статус концертно-образовательного проекта дает молодым музыкантам возможность познакомиться с зарубежными коллегами, наладить профессиональные связи, а также укрепить навыки общения на иностранных языках.
Одно из направлений работы студентов-волонтеров — создание рецензий на события «Международной недели». В рамках Фестиваля 2019 года был учрежден «Открытый конкурс рецензий», в котором принимают участие студенты творческих вузов России.

## Концертные залы

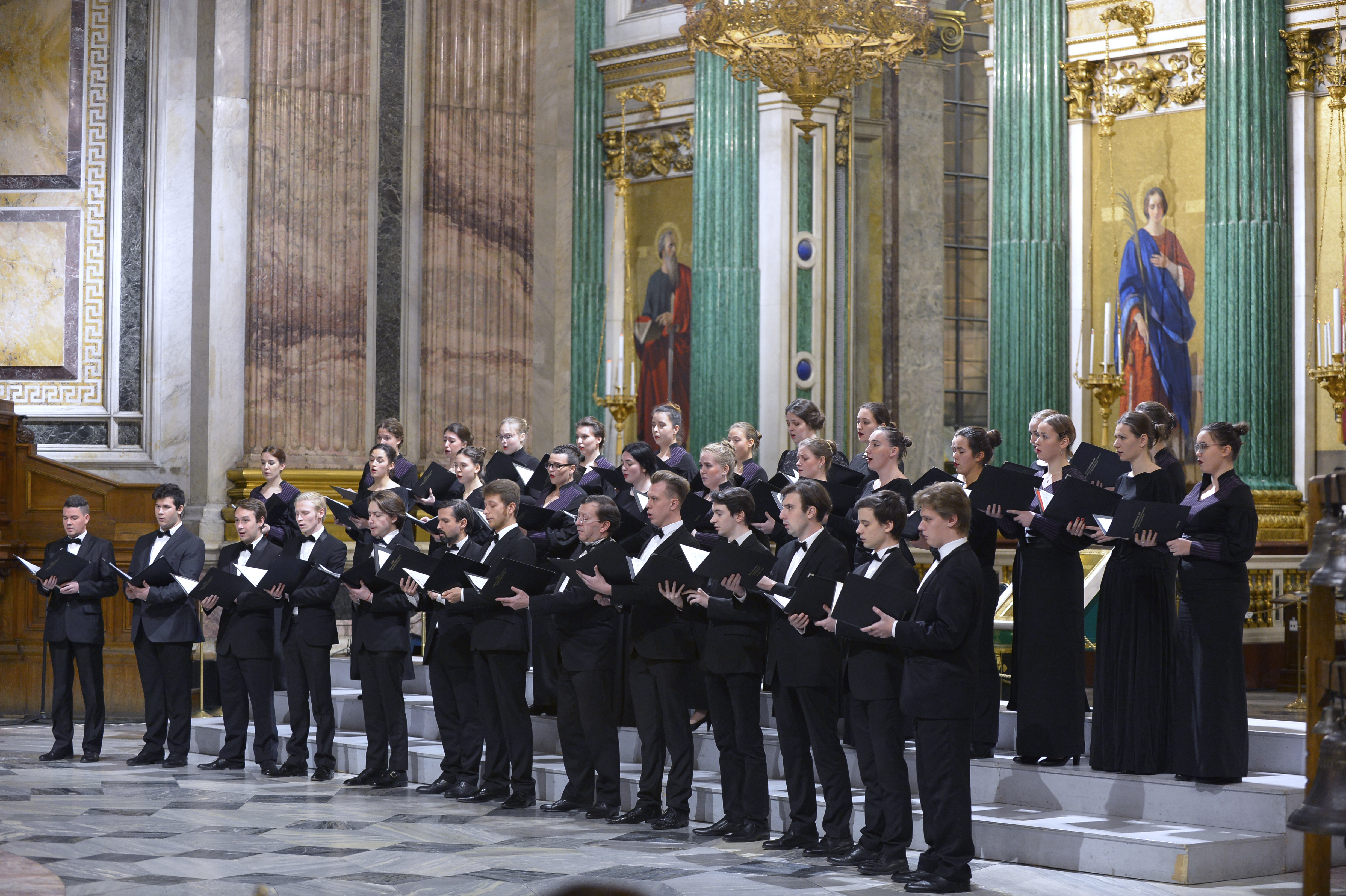
Хор Санкт-Петербургской консерватории в Исаакиевском соборе. 2020 год

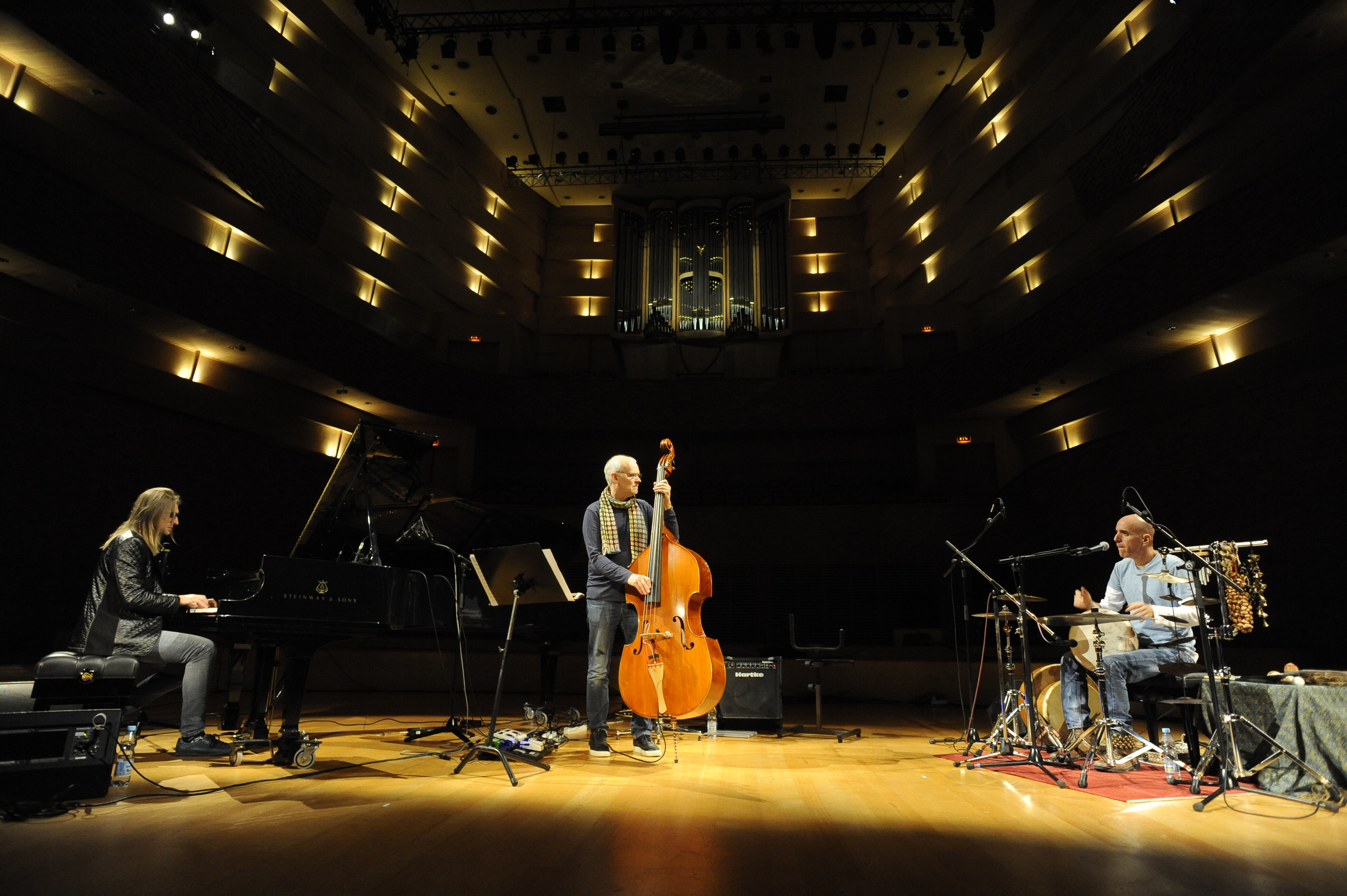
Можджер-Даниэльссон-Фреско Трио. Концерт джазовой музыки в Концертном зале Мариинского театра. 2016 год

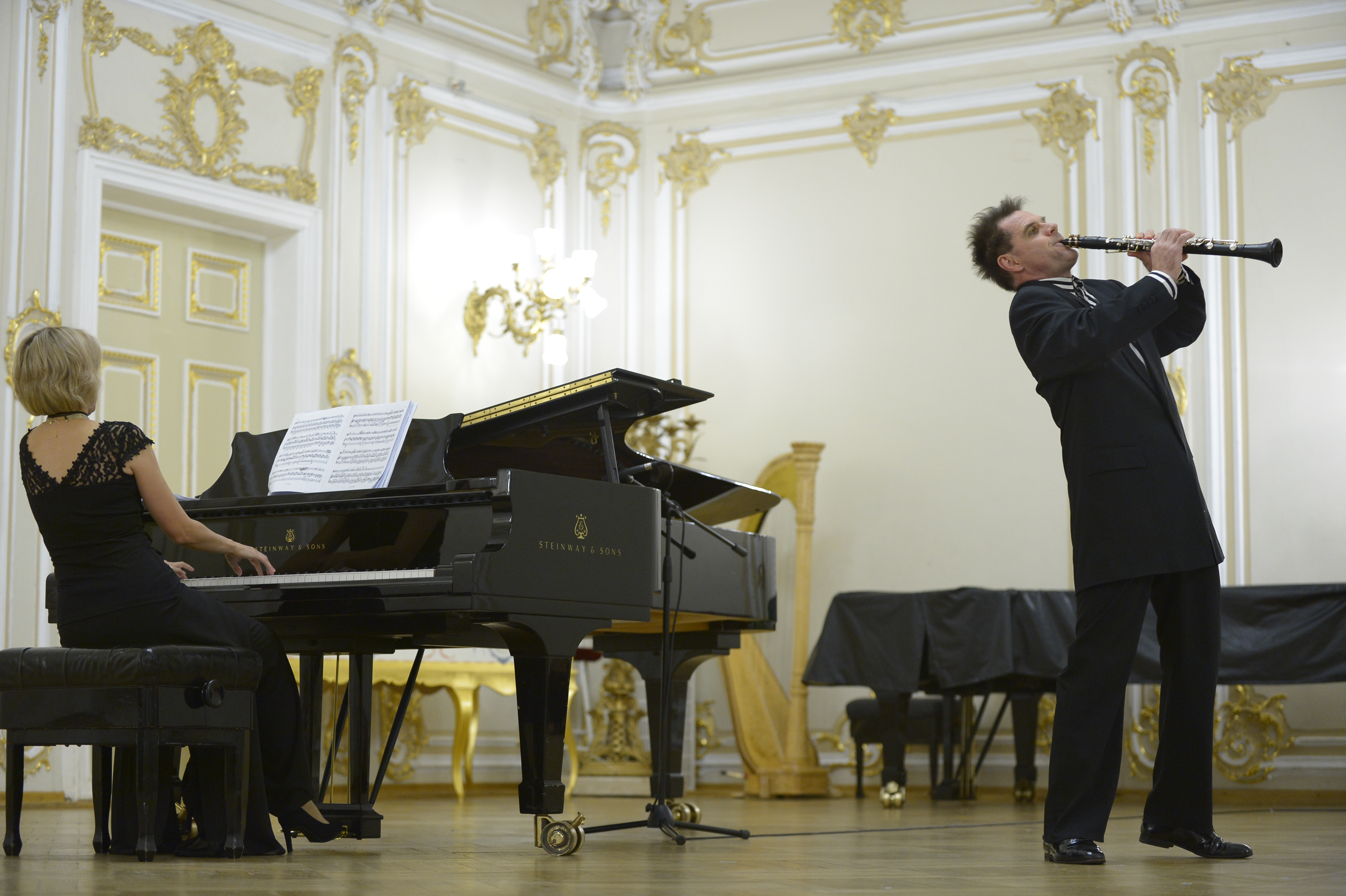
Лайош Розман (Венгрия), Елена Серова (Россия). Малый зал филармонии. 2019 год

На протяжении 14 лет основной сценой Фестиваля оставался Малый зал имени А. К. Глазунова Санкт-Петербургской консерватории. После начала реставрации в 2015 году исторического здания и переезда Санкт-Петербургской консерватории в помещение бывшего Главного Кригс-Комиссариата Фестиваль проходит на других концертных и театральных площадках города, а также в храмах разных конфессий:
- Малый зал имени А. К. Глазунова Санкт-Петербургской консерватории
- Большой зал имени А. Г. Рубинштейна Санкт-Петербургской консерватории
- Концертный зал Санкт-Петербургской консерватории (новое здание)
- Большой и Малый залы Санкт-Петербургской академической филармонии им. Д. Д. Шостаковича
- Большой и Камерный залы Государственной академической капеллы Санкт-Петербурга
- Концертный зал Мариинского театра
- Зал Прокофьева Мариинского театра-2
- Зал Щедрина Мариинского театра-2
- Зал Мусоргского Мариинского театра-2
- Фойе Стравинского Мариинского театра-2
- Новая сцена Александринского театра
- Эрмитажный театр
- Атриум Главного штаба Государственного Эрмитажа
- Государственный Эрмитаж. Большой итальянский просвет
- Шереметевский дворец — Музей музыки. Белый зал
- Русский музей. Академический зал № 14
- Большой зал Екатерининского дворца (город Пушкин)
- Государственный Музей истории. Нарышкин бастион, Флажная башня (Петропавловская крепость)
- Концертный зал «Яани Кирик»
- Белый зал Политехнического университета
- Санкт-Петербургская филармония джазовой музыки
- Зал Дома Кочневой
- Концертный зал «Екатерининское собрание»
- Государственный музей-памятник «Исаакиевский собор»
- Концертный зал «Смольный собор»
- Кафедральный собор святых апостолов Петра и Павла (Петрикирхе)
- Римско-католический храм Матери Божией Лурдской
- Римско-католический храм св. Станислава
- Финская церковь Святой Марии
- Монастырь святого Антония Чудотворца
- Храм Воскресения Христова на крови (Спас на крови)